# Zwölfknotenschnur
Die Zwölfknotenschnur und das Merchet waren Messinstrumente für die Feldmessung von Winkeln im alten Ägypten.
Für horizontale Winkelmessungen verwendete man die Zwölfknotenschnur und für vertikale Winkelmessungen das Merchet. Die Winkel wurden in Rücksprung (als Neigung) gemessen. Die Maßeinheit ist das Seked. Beide Messinstrumente basieren auf der Umkehrung des Satzes des Pythagoras. In der ursprünglichen Ausführung ist die Zwölfknotenschnur eine geschlossene Schnur (Ring) mit einer Einteilung in 12 Königsellen (Meh). Die Schnur wird als erstes Pythagoreisches Tripel {\displaystyle (3,4,5)} aufgespannt. Die kurze Kathete wird standardmäßig als Basis gelegt. Auf den drei Königsellen der Basis wird noch die übliche Einteilung von 7 Handbreiten je Königselle vorgenommen. An dieser Einteilung wird der Rücksprung abgelesen. Vier Handbreiten sind ein Seked. Durch Verlängerung der Basis über die Länge der Ankathete (drei Königsellen) hinaus war es möglich, Neigungswinkel über {\displaystyle 5+1/4} Seked zu messen. Die Länge der Ankathete bleibt dabei bestehen.
Beispiel: Zuschlag von einer Hand zu der Grundlinie von drei Königsellen. Der Winkel beträgt 22 Hände (Shep). Das entspricht {\displaystyle 5+1/2} Seked. In heutigen Winkelmaßen {\displaystyle \arctan(28/22)} = 51,84277° entspricht 51° 50' 33,98".

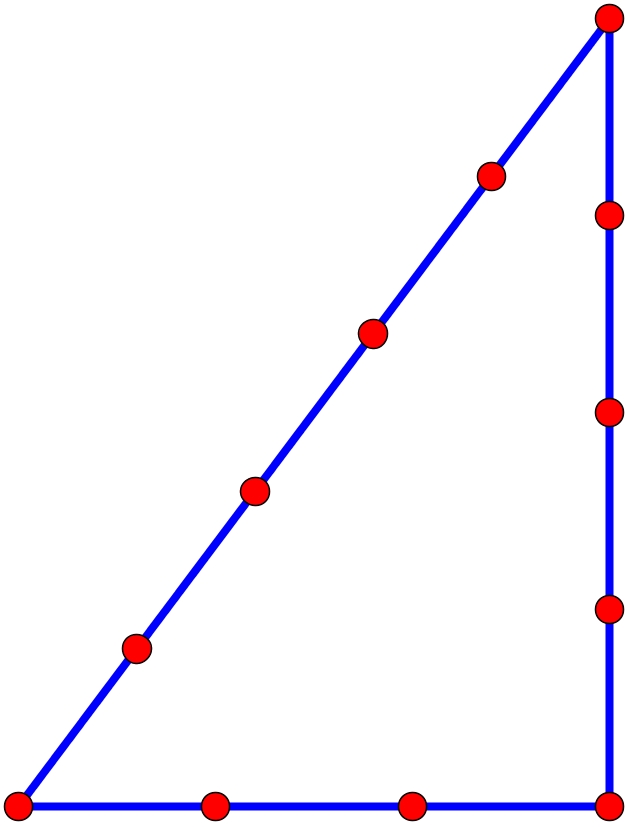
Normale Aufspannung

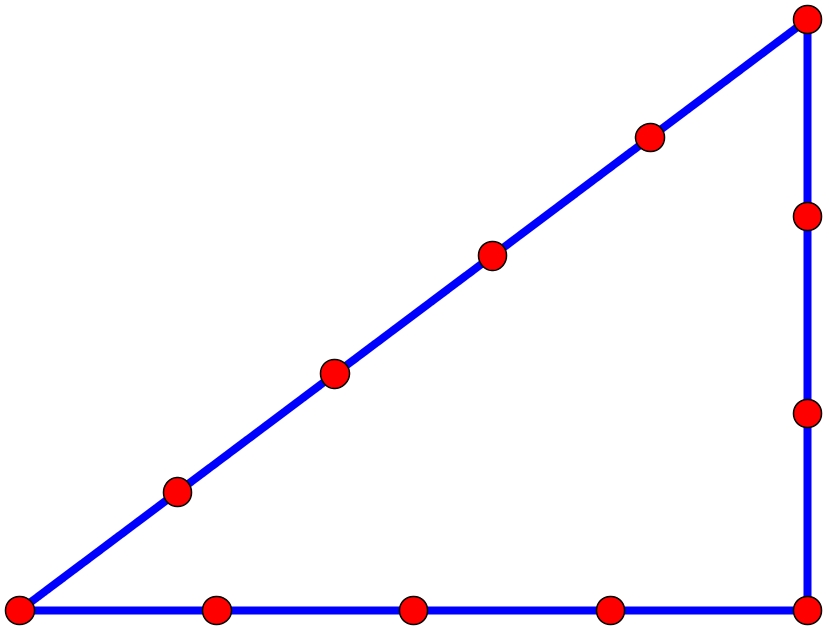
Inverse Aufspannung

## Eichung
Um die Genauigkeit der Messung abzusichern, ist die Prozedur der Eichung der Schnur notwendig. Diese Prozedur wurde von den alten Ägyptern erfunden und in den Aufgabenbereich der Gottheit Seschat eingeordnet. Das zeigt, welche hohe Bedeutung genaue Messungen bei den alten Ägyptern hatten. Die Eichung galt somit als göttliche Handlung.

## Seilspanner im Alten Ägypten
Bei der Gründung von Tempeln im Alten Ägypten verwendete die priesterliche Berufsgruppe der Harpedonapten Messschnüre. In vielen Büchern findet sich die Aussage, dass sie dabei Zwölfknotenschnüre zur Konstruktion von Winkeln verwendeten.
Ausgangspunkt für die Vermutung war der erste Band von Moritz Cantors Vorlesungen über die Geschichte der Mathematik. Cantor schreibt dort:
„Denken wir uns, gegenwärtig allerdings noch ohne jede Begründung, den Ägyptern sei bekannt gewesen, dass die drei Seiten von der Länge 3, 4, 5 zu einem Dreiecke verbunden ein solches mit einem rechten Winkel zwischen den beiden kleineren Seiten bilde, …“
Hermann Alois Baum hebt hervor, dass es zur Konstruktion eines rechten Winkels neben anderen Möglichkeiten auch die einfache Möglichkeit der bekannten Zwölfknotenschnur gibt.